# Farakou Massa
Farakou Massa est une commune rurale du Mali, chef-lieu d'arrondissement dans le cercle de Dioro et la région de Ségou. Elle a pour chef-lieu la localité de Kominé.

## Villages
La commune s'étend sur 9 localités relevées lors du recensement général de 2009. 
Les villages les plus peuplés sont :
- Kounou (3 123 habitants) ;
- Kominé (2 865 habitants) ;
- Soké (2 605 habitants).

La loi 2023-007 attribue à la commune 9 villages, fractions ou quartiers :
- Kominé
- Dianguinébougou
- Diakoroba
- Kounou
- Wéré Koura
- Soké
- Founoukouni
- Farakou
- Kokouna

## Lien
- Plan de sécurité alimentaire de la commune rurale de Farakou-Massa 2007 2011, Web archive.